# St. Acheul French National Cemetery
St. Acheul French National Cemetery is een begraafplaats gelegen in de Franse plaats Amiens (Somme). De militaire graven worden onderhouden door de Commonwealth War Graves Commission.
De begraafplaats telt 12 geïdentificeerde Gemenebest graven uit de Eerste Wereldoorlog.